# Kościół św. Marii Magdaleny w Ścinawce Średniej
Kościół św. Marii Magdaleny w Ścinawce Średniej – zabytkowy kościół parafialny we wsi Ścinawka Średnia.
Pierwsza wzmianka o świątyni pochodzi z 1368, architektura prezbiterium wskazuje, iż kościół wzniesiono w XIV w. W 1558 przeszedł w ręce protestantów, lecz od 1639 ponownie administrują nim katolicy. Opiekę nad parafią sprawowali jezuici, którzy w latach 1738–1739 przebudowali gmach. W latach 1973–1975 świątynię gruntownie wyremontowano.
Wnętrze zdobią freski pędzla Johanna Franza Hoffmanna, barokowe ołtarze, prospekt organowy z 1767, ambona z 1793 i kamienna chrzcielnica.